# أوراق أدلفي
أوراق أدلفي Adelphi Papers عبارة عن سلسلة من الدراسات يتم فيها نشر البحث الأكاديمي الأصلي المتعلق بالسياسات الخاصة بالمعهد الدولي للدراسات الإستراتيجية . تم إنشاء السلسلة في عام 1961 وما زالت مستمرة حتى اليوم. 
المنشورات والدراسات يجب أن تكون بحوالي 28.000 إلى 30.000 كلمة - أطول من المقالات الصحفية النموذجية، ولكن أقصر من الكتب بعدد الكلمات والصفحات. يتم نشر حوالي ثمانية أوراق بحثية لـ أوراق أدلفيسنويًا، كما تم نشر 385 عددًا من عام 1961 إلى عام 2006. 